# Carmen du Sautoy
| Carmen du Sautoy                          | Carmen du Sautoy                                |
| Kattints az alábbi külső linkek egyikére! | Kattints az alábbi külső linkek egyikére!       |
| ----------------------------------------- | ----------------------------------------------- |
| Nem található szabad kép.(?)              |                                                 |
| külső link · jogvédett                    | Mrs. Vanderlyn szerepében a „Poirot” sorozatban |

Carmen du Sautoy (London, 1950. február 26.), brit színpadi és filmszínésznő.

## Élete
Londonban született 1950-ben. (Port.hu szerint 1952-ben). Szülei Arthur John Du Sautoy és felesége, sz. Viola Stocker.
Számos fontos klasszikus színpadi fő- és mellékszerepet (Lady Macbeth, Kleopátra, Heródiás) játszott a Royal Shakespeare Company és az Old Vic színház színpadain (Troilus és Cressida, Tévedések vígjátéka, Szentivánéji álom, Macbeth, Antonius és Kleopátra), a londoni Royal National Theatre-ben és a londoni West End nagy színházaiban (Vágy a szilfák alatt, Peace in Our Time, Salome, Piaf, Once in a Lifetime, Bunbury), továbbá vendégművészként New York, Tokió, Sydney, Madrid és Berlin színházainak angol nyelvű előadásaiban.
1974-ben feleségül ment Charles Savage íróhoz, színpadi rendezőhöz.
A filmvásznon 24 évesen, 1974-ben egy James Bond-filmben szerzett világhírt. Guy Hamilton rendező Az aranypisztolyos férfi című kalandfilmjében ő játszotta Zaidát, a csábító libanoni hastáncosnőt. Nagyszámú brit televíziós sorozatban kapott főszerepet, leggyakrabban életvidám, határozott fellépésű, csábító asszonyokat vagy a végzet kiismerhetetlen, nyugtalanító asszonyait formálta meg. (Lost Empires, Szegény kis gazdag lány, La Ronde, The Citadel, The Orchid House, Körtánc az idő dallamára, Chessgame, Kisvárosi gyilkosságok, Hammer House of Horror, Pusszantlak, drágám!, The South Bank Show, stb.)

## Filmszerepei
- 1974: Az aranypisztolyos férfi / The Man with the Golden Gun – Zaida
- 1987: It Couldn’t Happen Here
- 1989: Bert Rigby, You’re a Fool – Tess Trample
- 1995: Paparazzo – Marjorie
- 2001: Dream (2001) – ceremóniamester(nő)
- 2004: Hasonulás / Method 2004 – Mona anya

## Magyarországon bemutatott tévéfilmjei
- 1987: Szegény kis gazdag lány / Poor Little Rich Girl, tévésorozat – Roussie
- 1988: Bergerac, tévésorozat – Marie Chantel
- 1989: Agatha Christie: Poirot / Agatha Christie’s Poirot, tévésorozat, A hihetetlen betörés / The Incredible Theft c epizód – Mrs. Vanderlyn
- 1995: Bugs - A cég hullámhosszán / Bugs, tévésorozat – Irene Campbell
- 1996: Pusszantlak, drágám! / Absolutely Fabulous, tévésorozat – Kalishia Klegg Ferruzzi
- 1997: Hegylakó / Highlander, tévésorozat – Anna Hidalgo
- 1997: Körtánc az idő dallamára / A Dance to the Music of Time, tévé-minisorozat – Miss Weedon
- 1999: Arisztokraták / Aristocrats, tévé-minisorozat – Mária, Richmond hercegnője
- 2002: Kisvárosi gyilkosságok / Midsomer murders, V/2. epizód – Rosalind Parr
- 2002: Terrorkommandó / Ultimate Force, tévé-minisorozat – Mrs. Leonard
- 2003–2006: Doktorok / Doctors, tévé-szappanopera – Linda Larchmont, Stella Dale
- 2006: A szépség vonala / The Line of Beauty, tévésorozat – Elena
- 2006: A pánik hete / The Worst Week of My Life, tévéfilm – Daphne

## Díjai és jelölései
- 1979: Elnyerte a londoni színházi kritikusok díját (London Theatre Critics’ Award) a legjobb női mellékszereplő kategóriában, a Once in a Lifetime-ban nyújtott alakításáért.[3]
- 1979: Nevezték a Laurence Olivier Színházi Díjra, a legjobb női mellékszereplő kategóriájában, a Once in a Lifetime-ban nyújtott alakításáért.[3]

## További információ
- Hivatalos oldal
- Carmen du Sautoy a PORT.hu-n (magyarul)
- Carmen du Sautoy az Internetes Szinkronadatbázisban (magyarul)
- Carmen du Sautoy az Internet Movie Database-ben (angolul)
- Carmen du Sautoy a Rotten Tomatoeson (angolul)
- Carmen du Sautoy az AlloCiné weboldalán (franciául)
- A hastánc-jelenet Az aranypisztolyos férfi-ből, Roger Moore-ral, 1974. (videóklip). YouTube.com. (Hozzáférés: 2017. október 16.)
- Carmen du Sautoy. Alchetron. (Hozzáférés: 2017. október 15.)
- Carmen du Sautoy Profile. Famousfix.com. (Hozzáférés: 2023. január 18.)